# Ретикен, Питер
Питер Джозеф Ретикен (англ. Peter Joseph Ratican; 13 апреля 1887, Сент-Луис, Миссури — 20 ноября 1922, Сент-Луис, Миссури) — американский футболист, серебряный призёр летних Олимпийских игр 1904.
На Играх 1904 в Сент-Луисе Ретикен выступал за первую сборную США. Они проиграли матч Канаде, сыграли вничью, а затем выиграли встречу с другой американской командой и заняли в итоге второе место, получив серебряные медали.